# عجلة الزمن (رواية)
عجلة الزمن هي سلسلة من روايات الخيال العالي التي كتبها الكاتب الأمريكي جيمس أوليفر ريجني تحت اسم روبرت جوردان. كان من أن تكون السلسلة سداسية، ولكنها امتدت لتصل إلى أربعة عشر مجلدًا، بالإضافة رواية تمهيدية وكتاب مرفق. بدأ روبرت جوردان كتابة المجلد الأول «عين العالَم» عام 1984، ونُشر في يناير / كانون الثاني عام 1990.
تُوفي المؤلف عام 2007، بينما كان ما يزال يعمل على ما كان مخططًا ليكون المجلد الثاني عشر وختام هذه السلسلة. قام المؤلف بكتابة مذكرات مكثفة حتى يمكن لمؤلف آخر إكمال الكتاب وفقا لرغباته. فقام أحد زملائه بإكمال الكتاب الأخير من السلسلة وهو جلبت براندون ساندرسون، ولكن خلال عملية الكتابة؛ تقرر أن الكتاب كبيرٌ جدًا ليتم نشره في مجلد واحد، ولذلك تقرر أن يُنشر في ثلاثة مجلدات: العاصفة المتجمعة (2009)، أبراج منتصف الليل (2010)، وذاكرة الضوء (2013).
تستند السلسلة إلى عناصر عديدة من الأساطير الأوروبية والآسيوية، وعلى الأخص الطبيعة الدورية للوقت، والموجودة في البوذية والهندوسية، والمفاهيم الميتافيزيقية للتوازن والازدواجية، واحترام الطبيعة الموجودة في الثنائية. بالإضافة إلى قصة خلق؛ لها أوجه الشبه بالمسيحية «الخالق» (الضوء)، والشيطان «الظلام واحد». كما أنها مستوحاة جزئيًا من الحرب والسلام لليو تولستوي (1869).
تتميز رواية عجلة الزمن بطولها، وعالمها الخيالي المفصل، ونظامها السحري المتطور، وطاقمها الكبير من الشخصيات. احتلت المجلدات من الثامن إلى الرابع عشر المرتبة الأولى على قائمة نيويورك تايمز لأأفضل المبيعات. بعد الانتهاء، تم ترشيح السلسلة لجائزة هوغو. وفقا لناشر جوردان الفرنسي، فاعتبارا من عام 2017، فقد بيعت السلسلة أكثر من 80 مليون نسخة في جميع أنحاء العالم، وهي سلسلة الخيال الملحمي الأكثر مبيعًا منذ سلسلة سيد الخواتم. وقد زاد من شعيبة هذه السلسلة إنتاج لعبة فيديو تُسمى «لعبة الأدوار»، وألبوم صوتي لهذه الرواية. في 20 أبريل 2017، أعلنت شركة سوني بيكتشرز أنها ستقوم بتحويل هذه السلسلة إلى سلسلة تلفزيونية.

## بيئة الرواية
تجري أحداث السلسلة في عالم غير مسمى هو -نظرًا إلى الطبيعة الدورية للوقت كما تصورها السلسلة- الأرض في الماضي البعيد والمستقبل البعيد في آن معًا. تصور السلسلة ميثولوجيا خيالية وقديمة تشير إلى تاريخ الأرض المعاصر، في حين تتنبأ أحداث السلسلة بخرافات أرضية حقيقية. تقع مجريات السلسلة بعد نحو ثلاثة آلاف عام من «تحطم العالم» بكارثة عالمية تفضي إلى نهاية «عصر الأساطير»، وهي حقبة متقدمة جدًا. طيلة معظم السلسلة، تكون تقنيات العالم ومؤسساته شبيهة بتقنيات ومؤسسات عصر النهضة، لكن مع قدر أكبر من المساواة بالنسبة للنساء؛ إذ تتبع بعض الثقافات النظام الأمومي. تفضي الأحداث اللاحقة إلى تطورات شبيهة بالثورة الصناعية.
البيئة الرئيسية للسلسلة عبارة عن إقليم أو قارة غربية تشكل جزءًا من كتلة أرضية أكبر منها، كلتاهما بلا اسم؛ مع ذلك، يُطلق على الإقليم الغربي اسم «الأراضي الغربية» في وسائل الإعلام المرخص لها، وعلى لسان المؤلف روبرت جوردان في المقابلات. تتضمن الأراضي الغربية عدة ممالك ومدن دول وتحدها من الشرق سلسلة جبلية. في الشرق توجد صحراء، اسمها قفر آيل، يقطنها شعب آيل المحارب، الذين يعيشون في مستوطنات صغيرة وينتظم مجتمعهم في عشائر ومجتمعات محاربين. في الشرق الأبعد توجد دولة شارا الكبيرة والمعزولة في غالبها، يفصلها عن القفر سلسلة جبلية عظيمة وتضاريس أخرى غير سالكة. شمال الأقاليم الثلاثة تقع الآفة العظيمة، برية عدائية تسكنها مخلوقات شريرة. الأراضي الغربية معتدلة غالبًا؛ وتقع مع قفر آيل في دوائر العرض المتوسطة الشمالية للعالم. تمتد دولة شارا بصورة طفيفة جنوب خط الاستواء. عبر محيط غرب الأراضي الغربية تقبع سينتشان، وهو اسم لكتلة أرضية وللإمبراطورية الممتدة عليها. سينتشان أكثر ضيقًا من الشرق إلى الغرب من بقية الكتل، لكنها تمتد لمعظم الطريق الواصل بين القمم الجليدية من الجنوب إلى الشمال. توجد جزيرة كبيرة في الشمال الغربي تفصلها قناة عن بر سينتشان. في بداية السلسلة، لا يكون سكان الأراضي الغربية مدركين وجود سينتشان. يصف كتاب عالم عجلة زمن روبرت جوردان: «أرض المجانين»، وهي قارة صغيرة في نصف الكرة الجنوبي، بعيدة جنوب الأراضي الغربية وقفر آيل؛ ولم تُذكر أبدًا في السلسلة الرئيسية.
تدور أحداث السلسلة في نهاية فترة «العصر الثالث» الزمنية؛ كان. يُسبق عصر الأساطير بـ «العصر الأول»، ما يلمح إلى أنه الأرض المعاصرة. يتميز العصر الثالث في الأراضي الغربية بانقلابين كبيرين. بعد ألف عام من التحطم، توشك مخلوقات من الآفة أن تغزو البشرية في «معارك ترولوك». وبعد ذلك بألف عام، يوحد الملك السامي أرتور هوكوينغ الإقليم، لكن تنجم عن موته «حرب المئة عام» بدلًا عن خلافة أسرية منتظمة. يتغير تقسيم الأراضي الغربية إلى دول تغيرًا تامًا بعد كل من الحدثين. يُصور اللسان القديم، وهي لغة خيالية من السلسلة، على أنها منقرضة حاليًا، وينطق بها العلماء وبعض النبلاء فقط، رغم أنها ما زالت تلعب دورًا في حبكة الكتب.
يُعتبر «النقش» إيضاحًا لمصائر كل من العالم الفيزيائي والناس، في حين تمثل «العجلة» مرور الوقت. تنطبق هذه المفاهيم على سلسلة من العوالم المتوازية أيضًا. تشهد بعض الشخصيات عوالم كهذه أو تزورها؛ تعكس بعض هذه العوالم مسارات مختلفة للتاريخ، وبعضها متضارب مع الواقع الرئيسي لدرجة أنها غير مسكونة. تعمل الفيزياء أحيانًا بصورة مختلفة في هذه العوالم. تستورد إمبراطورية سينتشان مخلوقات «عجيبة» من عوالم أخرى، ثم في أوقات لاحقة يولّدوها ويدربوها. يتصل تيل آران ريود -وهو «عالم الأحلام»- بكافة العوالم الأخرى. يُمكن للمرء أن يزوره في نومه، لكن الأحداث هناك حقيقية؛ ومن الممكن أيضًا دخوله فيزيائيًا.